# 厦门软件职业技术学院
厦门软件职业技术学院是中华人民共和国的一所全日制专科民办普通高等职业学校，位于福建省厦门市集美区。
2002年8月，厦门信息工程职业学院获准筹建。2004年7月，厦门软件职业技术学院获准筹建；同时，厦门信息工程职业学院并入厦门软件职业技术学院。2006年3月，厦门软件职业技术学院正式成立。